# Стив Джобс
 Тази статия е за предприемача.  За филма от 2013 г. вижте Джобс (филм).  За филма от 2015 г. вижте Стив Джобс (филм).
Стив (или Стийв) Пол Джобс (на английски: Steven Paul Jobs) е американски предприемач и изобретател.
Той е съосновател, председател на съвета на директорите и главен изпълнителен директор на Apple Inc. Заемал е длъжността изпълнителен директор на Pixar Animation Studios, а през 2006 г. става член на съвета на директорите на The Walt Disney Company след закупуване на Pixar от Disney. Продуцент е на филма Играта на играчките (1995).
Джобс е знакова фигура в света на високите технологии. MarketWatch го определя като CEO на десетилетието, а списание Fortune го поставя начело в класацията на най-умните хора в света на високите технологии. Оглавява класацията на MediaGuardian като № 1 в медийния бизнес през 2010 г.
В края на 1970-те години заедно с Гари Возняк, Майк Маркула и други създава, развива и продава Apple II – сред първите успешни линии персонални компютри. В началото на 1980-те Стив Джобс е сред първите, които забелязват потенциала на управлявания с хардуерна мишка графичен потребителски интерфейс на Xerox PARC, което довежда до създаването на Macintosh. След като губи битката за власт в съвета на директорите през 1985 г., Джобс напуска Apple и основава NeXT – развойна компания, специализирана в разработването на компютърни платформи за образованието и бизнеса. Изкупуването на NeXT от Apple през 1996 г. води до завръщането на Стив Джобс в компанията, на която е съосновател и до назначаването му за неин главен изпълнителен директор до 2011 г.
През 1986 г. Стив Джобс купува Pixar Animation Studios – подразделението за компютърна анимация на Lucasfilm Ltd. Там той е главен изпълнителен директор и мажоритарен акционер с 50,1% до изкупуването на компанията от The Walt Disney Company през 2006 г. След това Стив Джобс става най-големият едноличен акционер в Disney със 7% от акциите и член на борда на директорите.
Поради тежко заболяване на 24 август 2011 г. Стив Джобс обявява своята оставка от поста главен изпълнителен директор на Apple. В своето прощално писмо Джобс силно препоръчва Apple да запази посоката си на развитие и посочва за свой наследник Тим Кук. По свое желание Джобс е назначен за председател на борда на директорите на Apple. На 5 октомври 2011 г. Джобс умира в Калифорния на 56-годишна възраст, седем години след като е диагностициран с карциноиден рак на панкреаса. Неговата страст да създава функционални и елегантни продукти му спечелва верни последователи по цял свят.
| „          | Останете гладни! Останете безразсъдни! | “ |
| Стив Джобс |                                        |   |

## Ранни години
Джобс е роден на 24 февруари 1955 г. в Сан Франциско, Калифорния. Той е незаконнороден син на Абдула Джанджали (сириец по произход) и американката Джоан Симпсън и още като невръстно бебе е осиновен от Пол Джобс и Клара Джобс-Акопян от Маунтин Вю Калифорния, които го кръщават Стив Пол. Като ученик Стив не е щастлив в училището в Маунтин Вю затова семейството се мести в Лос Алтос, Калифорния където учи в гимназията „Хоумстед“ (Homestead High School).
След училище Джобс посещава лекции на фирма-посредник на „Хюлет Пакард“ в Пало Алто. Там бива нает като летен работник. Друг работник в тази фирма е Стийв Возняк. Той е инженер с талант да изобретява електронни уреди. Такава например е „синята кутия“ – нелегално телефонно устройство с джобен размер, което позволява на потребителя да води безплатни разговори. Благодарение на уменията си в бизнеса, Джобс помага на Возняк да продава тези устройства и на други хора.
През 1972 Джобс завършва гимназията „Хоумстед“ и се прехвърля в колежа „Рийд“ (Reed College) в Портланд, Орегон.
Приемните родители на Джобс са хора с основно образование, но биологичната му майка поставя като условие за осиновяването момчето да получи университетско образование. Той изкарва само един семестър, след което се отказва, като посещава само избрани от него лекции. За този период от живота си той разказва пред випускниците на Станфорд през 2005 г. Особено полезен му е курсът по калиграфия, на което се дължи, според него, прекрасната симетрия на шрифтовете на Apple. Следват години на хипарско увлечение, пътува в Индия да търси просветление, приема будизма, експериментира с наркотици и проявява страст към музиката – особено Боб Дилън и „Бийтълс“.
През 1974 започва работа като видеодизайнер в Атари, а през есента на 1974 се връща в Калифорния и посещава клуба на Стийв Возняк „Хоумбрю Компютър Клъб“ (Homebrew Computer Club). В този клуб се правят различни електронни изобретения. Но стихията на Стив не е правенето на електронни уреди, затова не е заинтересован толкова от него. Неговото желание е да се занимава с продажба и маркетинг на готови продукти. Така той кани Возняк да създадат персонален компютър.

## Кариера

### Apple
Съвместният им труд ражда компютъра Apple I, направен в спалнята на Стив, а след това прототипът му е изготвен в гаража.
Когато техният първи продукт е готов, Джобс го показва на местен продавач на електроника, който е заинтересован от творението им и поръчва 25 бройки от него. Пласират го през 1976 на цена от $666.66. Apple I се различава от конкурентните продукти, като компютърът Алтаир 8800, по вградената си поддръжка за клавиатура и телевизор. Доказателство за качеството на техния първи продукт е печалбата им от него, която възлиза на $774 000.
За да подобри своите маркетингови умения, които ще му са от полза за продажбата на Apple I, Стив се учи от свой приятел, работил в маркетинговия отдел на „Интел“. Веднага със започването на продажбите на техния продукт Джобс и Возняк виждат перспектива в това начинание и решават да основат компания, която да се занимава с разработване и продажба на персонални компютри. За да я създадат, те трябвало да продадат най-ценните си вещи. Джобс продава своя микробус „Фолксваген“, а Возняк – своя калкулатор „Хюлет Пакард“. Те печелят 1300 долара от продажбата и с тези пари (заедно с кредит от местен електронен инженер) стартират първата си продуктова линия. Возняк напуска Хюлет-Пакард, за да стане вицепрезидент на компанията. Решават тя да носи името Apple (в превод: „ябълка“) в памет на щастливото лято, което Джобс прекарва като работник в Орегон. Има и друга версия. Когато са мислили име, Стив Джобс казал, че ако никой не му предложи хубаво име, ще кръсти компанията просто ябълка, каквато държал в ръката си. Ябълката е също така и любимият плод на Стив Джобс. А името Macintosh идва от любимия му сорт ябълки.
През 1977 двамата проектират следващата си цел – Apple II. Той запазва компактния и прост дизайн на предшественика си, но е и голяма крачка напред, защото има цветен дисплей. Освен това Джобс насърчава програмистите да правят програми за тази платформа и по този начин се изгражда библиотека от над 16 000 програми, създадени специално за новия продукт.
Apple II реализира печалби от $139 000 000 за три години, което е ръст от 700%. Насърчена от тези успехи, през 1980 година Apple излиза на борсата, като цената на една нейна акция е първоначално 22 долара, но за един ден достига до 29 долара, а през 1982 достига цена от 30 долара.
Седем години след създаването си Apple се установява като силна компания с високи приходи и растеж от 150% на година. В този момент IBM, най-голямата компютърна компания на пазара, решава да се намеси в производството и продажбите на персонални компютри.
Две години след като IBM представят своя модел, наречен PC (от това име произхожда наименованието PC на персоналните компютри), IBM надминават Apple по продажби. Също така тяхната операционна система (ОС) става стандарт в компютърната индустрия. Най-лошото за Apple е, че предлаганата от тях ОС не е съвместима с тази на IBM, а от това следва, че и софтуерните продукти няма да могат да бъдат използвани от IBM компютри. Джобс смята, че за да победи IBM, трябва неговите продукти да са съвместими с техните, затова той се нуждае от нови компютри.
През 1981 г. Джобс представя Apple III, който има трудно начало, защото първите произведени 14 000 бройки трябвало да бъдат спрени заради лош дизайн и производствени грешки.
Но Apple не се отказват от целта си да победят IBM и през 1983 представят следващия си компютър наречен Lisa (на името на първата дъщеря на Джобс). Той е първият компютър, управляван с мишка. Но той не придобива популярност поради огромната си цена от 10 000 долара.
За да продължи съществуването на Apple, Джобс все пак трябвало да измисли успешен компютър. Следващият му проект, който трябвало да възвърне славата на компанията му, се нарича Macintosh. По това време Майкрософт е привлечен да напише част от приложния му софтуер и по този начин за първи път навлиза в бизнеса с приложния софтуер. 
За радост на Apple, продуктът е успешен и възвръща част от предишните позиции на компанията, като я спасява от провал. Появата на Macintosh се сравнява с появата на Apple I и „гаражните“ дни на компанията. Самият Macintosh има стабилни хардуерни характеристики (за своето време, разбира се). Той притежава 128 К памет, двойно повече от PC на IBM, като паметта може да бъде увеличавана до 192 К. Macintosh е оборудван с 32-битов процесор, значително превъзхождащ 16-битовия на ІВМ. Най-големият проблем на новия продукт на Джобс е, че той отново не е съвместим с този на ІВМ, като по този начин става доста трудно продаването му на големите корпорации, които са станали територия на ІВМ и продукта им РС. Но най-големите достойнства на Macintosh не са паметта или процесорът, неговата сила се криела в лесната му употреба.
Джобс приема радикална стратегия за представянето на Macintosh. По време на американския шампионат Super Bowl през 1984 г., машината е представена на публиката в телевизионна реклама, озаглавена „1984“. Представянето е доста внушително, като главното, което Джобс иска, е да каже на публиката, че това е революционен продукт. Според него, той е най-голямото творение на информационните технологии и появата му трябва да се сравнява с тази на телефона по времето на телеграфа, т.е. за да се използва, не е нужно да се учат хиляди страници с морзовата азбука, а просто да се вдигне слушалката и разговорът да започне. Това била неговата асоциация за лесната му употреба спрямо останалите компютри на пазара. На годишната среща на акционерите, проведена на 24 януари 1984 г., Стив Джобс емоционално представя Macintosh пред въодушевената публика.
Macintosh става хит на пазара, но един от колегите на Стив Джобс – Джон Скъли, заявява, че самият Джобс вреди на компанията, и иска да го премахне от борда на директорите. Стив Джобс привлича Скъли, който е главен изпълнителен управител в PepsiCo, на работа в Apple с въпроса „Искаш ли цял живот да продаваш подсладена вода или да дойдеш при мен и да промениш света?“. Но Скъли иска да промени маркетинговия подход към продуктите на компанията и обявява, че компанията ще върви значително по-добре без Джобс. На събрание на борда на директорите е трябвало да изберат кой да остане – Джобс или Скъли. Бордът гласува за премахването на основателя на компанията. (Скъли по-късно е обявен за един от 15-те най-лоши изпълнителни директори на всички времена)
Принуден от обстоятелствата, Джобс се оттегля за кратко от Apple – компанията, която сам създава и издига на върха.

### NeXT
Джобс продава част от своя капитал в Apple на стойност 20 милиона долара. Прекарва дните в каране на колело на плажа, екскурзии до Италия и Париж преди най-накрая да започне да обмисля следващата си стъпка. Вдъхновението му идва през септември 1985 г., когато се среща с Пол Бърг от Станфордския университет, носител на Нобелова награда за химия. Бърг разказва на Джобс колко много време е необходимо и какви грешки се правят при извличането на ДНК. Джобс решава, че този процес може да се подобри като скорост и качество, като се симулира с компютър, но нобеловият лауреат му казва, че повечето университети не разполагат с необходимия за това софтуер и хардуер. Така се ражда следващата му идея – да снабди училищата с компютри.
На 12 септември 1985 г. Джобс окончателно напуска Apple. След това новите му проекти са свързани най-вече със софтуерната индустрия, като компанията, която основава през 1989 г. се нарича NeXT. Първоначално иска да направи компютри от следващо поколение, значително по-добри от тези на Apple, но това така и не се случва. Самата компания в началото произвежда компютри NeXT и операционна система за тях, наречена отново NeXT. Най-общо казано, хардуерното подразделение натрупва разходи на стойност от 250 милиона долара. Това е причината NeXT да бъде закрита през 1993 г.
Джобс осъзнава, че не може да направи революция в хардуера и затова насочва всичките си усилия към софтуера. Поставя си за цел да създаде компютър, струващ 3000 долара, който да бъде използван от всички ученици по света. За негово съжаление плановете му не се изпълняват. През 1989 г. се произвежда компютърът NeXT, струващ 7000 долара, монохромен, без флопи-дисково устройство и без каквито и да е добри програми в него. Затова, когато е представен на академичния и корпоративен свят, е отхвърлен веднага. От този неуспешен компютър са направени само около 50 000 бройки, след което неговото производство се спира и компанията се фокусира върху производството на операционни системи. Едно от преимуществата ѝ е, че идвала с обещанието, че може да стартира на няколко различни платформи.
През 1994 на Джобс му хрумва гениална идея като разбира, че се дават много пари за направата на обектно-ориентирани продукти на софтуерния пазар. Той решава да направи своята операционна система NeXT рай за обектно-ориентираното програмиране (ООП). Също така си поставя за цел да направи тази операционна система водеща през 1990-те и изцяло изградена на принципите на ООП.
Джобс вижда, че компютърните програми стават все по-големи и по-трудни за правене, но ООП променя това позволявайки на огромни, комплексни програми да бъдат компилирани много лесно. Програмистите могат да използват прекомпилирани парчета код, за да създадат около 80% от тяхната програма, като по този начин се спестява време и пари.
NeXT става една добра платформа за компании, разработващи софтуер чрез ООП. Също така Джобс се свързва с рейтингови компании, които да му помогнат за подобряване рейтинга на NeXT и приложението и в компютърните фирми. Това, което правят тези компании, е да покажат на света най-голямото достойнство на NeXT – възможността за лесно програмиране и подобряването и усъвършенстването на този процес, от който могат да се спестят значително количество средства. След това разпространяват статистика, според която една добра програма може да бъде направена с NeXT за около два месеца, докато същата програма ще бъде направена с помощта на продукти от Sun (един от основните играчи на пазара) за около две години. Така NeXT става популярна в програмистките среди като компютърна платформа за бърза и качествена работа, която е по-бърза от продуктите на Sun с около два до девет пъти.
Тези маркетингови стъпки покачват и продажбите на NeXT. Привлечени са големи инвеститори като „Канон“ с инвестиции от над 100 милиона долара.
Следващата стъпка е насочена срещу платформата Windows на Microsoft, като убеждението на Джобс е, че тази операционна система е изключително неудобна за развитието на програмни продукти. Той желае да покаже на програмистите истинска платформа за програмиране в лицето на NeXT и иска да измести Microsoft от пазара на ОС за производители на софтуерни продукти, особено за малки бизнескомпании с малък персонал и ниски приходи, които се нуждаят от бързо и евтино разработване на продукти.
Главната цел е да позволи на малките компании да използват готови програмни библиотеки, като по този начин значително намаляват времето и разходите си за направата на програмни продукти. Тук Джобс показва поредното си сравнение, според което трима души, използващи неговата платформа, могат да направят това, което могат да направят 200 с тази на Microsoft.

### Pixar и Disney
През 1986 година Джобс заедно с Едуин Кетмул основават компанията Pixar, занимаваща се с компютърни анимации. Тя се ражда, след като Джобс откупува графично студио от Lucasfilm за 10 млн. долара, 5 млн. от които предоставя за капитал на компанията. След като няколко години компанията неуспешно продава свой графичен компютър, тя сключва договор с Disney за създаване на няколко компютърно анимирани игрални филми, които Disney ще финансира и разпространява.
Първият филм, който произвежда в партньорството, е „Играта на играчките“ от 1995 г. В следващите 15 години, компанията става известна с филмите си „Играта на играчките 2“ (1999), „Таласъми ООД“ (2001), „Търсенето на Немо“ (2003), „Феноменалните“ (2004), „Колите“ (2006), „Рататуй“ (2007), „УОЛ-И“ (2008), „В небето“ (2009) и „Играта на играчките 3“ (2010). Всеки от филмите „Търсенето на Немо“, „Феноменалните“, „Рататуй“, „УОЛ-И“, „В небето“ и „Играта на играчките 3“ получава, учредената през 2001 г. награда Оскар за най-добър анимационен игрален филм.
През 2003 – 2004 г. договорът на Pixar с Disney изтича. Стив Джобс и главният изпълнителен директор на Disney не успяват да договорят ново партньорство и в началото на 2004 г. Джобс обявява, че ще търси нов разпространител на филмите, веднага след като договора с Disney изтече.
През октомври 2005 г. изпълнителния директор на Disney Айснер е сменен с Боб Айгер и той бързо успява да оправи взаимоотношенията с Джобс. През януари 2006 г. Disney се съгласява да изкупи акциите на Pixar в сделка на стойност 7,4 млрд. долара. След приключване на сделката Джобс става най-големият едноличен акционер в The Walt Disney Company с приблизително 7% дял от акциите на компанията. С това той става и член на съвета на директорите след завършване на сливането.

### Завръщане в Apple
Въпреки сравнително големите успехи на Джобс с NeXT, компанията не става един от големите играчи в компютърния бизнес. Но такъв играч си остава Apple и те купуват NeXT през 1996 за сумата от 402 милиона долара, като по този начин връщат Джобс в компанията, на която той е съосновател.
Apple се възползват от платформата NeXT, като използват нейните силни черти и ги влагат в тяхната ОС, наречена Mac OS X. Освен това, благодарение на Джобс компанията увеличава продажбите си при представянето на новия си продукт iMac.
През последните години компанията излиза извън своя бранш като представя продуктите си iPod, портативен плеър и iTunes, софтуер за цифрова музика.
Интересен факт е, че Джобс работи в Apple няколко години на заплата от 1 долар на година, като това му носи прозвището на най-слабо платения президент на известна компания. След време всичко си идва на мястото и получава годишна заплата от 219 млн. долара.

### Второ напускане
Джобс се бори с рак на панкреаса от 2004 г., а през 2009 г. му е трансплантиран черен дроб. На 17 януари 2011 си взема почивка за неопределен период от време поради сериозния здравен проблем. На 24 август 2011 г. Стив Джобс подава оставка като главен изпълнителен директор на Apple за втори път. Ройтерс определя решението на Джобс като ход, който слага край на 14-годишното му „царуване“ в корпорацията. Стив Джобс е заменен като главен директор на корпорацията от втория човек в нейната йерархия – оперативния директор Тим Кук.

## Личен живот
Джобс се жени за Лорийн Пауъл на 18 март 1991. Двамата имат три деца – един син и две дъщери. Той има и друго дете от предишната си връзка – дъщеря Лиса (родена 1978).
Към средата на 2004 г. Джобс съобщава на своите служители, че му е поставена диагноза злокачествен тумор на панкреаса. Прогнозата за рак на панкреаса, обикновено е много лоша, но Джобс твърди, че той има рядък и не толкова агресивен вид невроендокринен тумор на панкреаса. Въпреки диагнозата, Джобс в продължение на 9 месеца отказва да се подложи на медицинска интервенция и прилага алтернативно лечение с диети, за да попречи на болестта. През юли 2004 г. постъпва в болница, където изглежда, че туморът му е премахнат успешно. Джобс не се подлага на химиотерапия или радиотерапия. По време на двумесечното му отсъствие ръководството на Apple поема оперативния директор Тим Кук.
В началото на август 2006 г. Джобс изнася програмната реч на Apple на Световната конференция за разработчици. Неговата слаба, почти мършава фигура и необичайно безжизненото представяне създават суматоха в медиите и в интернет и пораждат спекулации за неговото здраве. След представянето му лектор от Apple съобщава, че „здравето на Стив е желязно“.
Подобни опасения са изказани две години по-късно, през 2008 г., след поредно представяне на Джобс. Официални служители на Apple съобщават, че той е жертва на „обикновен вирус“ и приема антибиотици. Други предполагат, че неговата крайна слабост е в резултат на медицински интервенции.
На 28 август 2008 г. телевизионната мрежа Bloomberg публикува погрешка некролог на Стив Джобс в корпоративните си новини с оставени празни места за неговата възраст и причината за смъртта. Въпреки че тази грешка бързо е поправена, много новинарски агенции и блогове я разпространяват и така подхранват слуховете за неговото влошено здраве. На последвала медийна пресконференция, Джобс приключва представянето си с диапозитив, на който пише „110/70“, отнасящ се до неговото кръвно налягане и отказва да отговаря на други въпроси за своето здраве.
През април 2009 г. на Джобс е извършена чернодробна трансплантация. Прогнозите са „отлични“.
В класацията на Форбс за 2010 г. Стив Джобс заема 136 място по лично богатство с 5,5 милиарда долара.
На 17 януари 2011 г., година и половина след завръщането му от операцията, Apple съобщава, че той е в отпуска по болест. В свое писмо до служителите Джобс съобщава, че взима това решение, „за да може да се съсредоточи върху болестта си“. Както през 2009 г. Apple обявява, че Тим Кук ще го замества в ежедневните задължения, а Стив Джобс ще продължи да взима стратегическите решения за компанията. Въпреки своето напускане, Джобс успява да присъства на представянето на iPad 2 на 2 март и на представянето на iCloud на 6 юни.
На 24 август 2011 г. Стив Джобс подава оставка като главен изпълнителен директор на Apple за втори път. В нея той пише, че „вече няма възможност да изпълнява (своите) задължения и очаквания, като изпълнителен директор на Apple“. Джобс става председател на борда на директорите и посочва Тим Кук за свой наследник. Джобс остава на работа в Apple до последния ден от живота си.
Въпреки обичайното дистанциране на личния живот от медиите, през последните си дни Стив Джобс е допуснал за интервю биографа си Уолтър Айзъксън с обяснението „Невинаги бях при семейството си и исках да знаят защо и да разберат какво направих“. Във връзка с будистките си убеждения поръчва на роднините си да не бъде реанимиран и да не му се дават обезболяващи.
На 5 октомври 2011 г. семейството на Стив Джобс съобщава, че той е „починал спокойно днес“. Apple пуска отделно съобщение, в което съобщава за смъртта му. Навсякъде по света магазините, продаващи продуктите, разработени от Стив Джобс се превръщат в места за мълчаливо бдение в негова памет.
| „         | В света рядко може да се срещне човек с толкова дълбоко влияние, каквото упражняваше Стив. Ефектът от работата му ще се усеща от много поколения наред. За онези от нас, които имаха късмета да работят с него, това е безумно голяма чест. Стив ще ми липсва неизмеримо много. | “ |
| Бил Гейтс | |   |

Според Ричард Столман Стив Джобс е оказал вредно влияние върху развитието на компютърната индустрия ставайки „пионер в създаването на компютър като страхотен затвор, направен да отнеме свободата на глупаците... всички ние заслужаваме края на вредното влияние на Джобс върху нашите компютри.“.
Адам Савидж казва за Джобс: Някой, някога бе казал, че да следваш пътя, който вече някой преди теб е отъпкал, е много разумен ход, следователно целият прогрес е постигнат от неразумни хора. Стив Джобс беше неразумен човек. Той не просто даваше на хората, това от което се нуждаят, но и създаде изцяло нови начини за това, как да мислим за нашия живот в дигитална среда: продуктивност, креативност, музика, комуникация, медия и изкуство. Той докосна, директно и индиректно, живота на всеки един от нас.
Биографът на Стив Джобс, Уолтър Айзъксън споделя: „Джобс вярваше, че може да внушава чувство на непоклатима увереност (което сам притежаваше), карайки хората да вършат неща, за които те не бяха помисляли, че са възможни.“
Според Стийв Возняк „Стив безспорно имаше силно изразен усет към бизнес мисленето. Почти всеки, който беше запознат с технологичната индустрия откриваше в него способността не само да подобрява нещата, които вече имахме, но и да ги трансформира в нещо напълно ново, по което светът да се захласне“.
Унгарската компания Graphisoft обяви, че ще открие на 21 декември статуя на Стив Джобс в Будапеща. През 1984 г. компанията получава помощ от Apple под формата на пари и компютри, когато още е била млада фирма с ограничени средства. 
В едно от редките си интервюта Марк Зукърбърг споделя за съветите получени от Джобс при изграждането екипа на Facebook: „Имах много въпроси, свързани с изграждането на екип от наистина добри специалисти“